# Банк Словении
Банк Словении (словен. Banka Slovenije) — центральный банк Республики Словения. 

## История
Банк был основан в Любляне 25 июня 1991 года. Банк Словении стал членом Еврозоны в 2007 году, когда евро заменил толар в качестве официальной валюты Словении.

## Деятельность банка
Банк Словении управляет банковской системой в стране. Банк является неправительственной независимой организацией и обязан представлять отчёты о своей деятельности в парламент Словении.
С момента введения в обращение евро Банк Словении как член Евросистемы в соответствии с Договором об учреждении Европейского сообщества выполняет следующие задачи:
- осуществляет общую денежно-кредитную политику
- участвует в управлении официальными валютными резервами государств-членов в соответствии с Договором об учреждении Европейского сообщества
- поддерживает нормальное функционирование платёжных систем.